# Mesó ípsilon
El mesó ípsilon (ϒ) és un mesó sense sabor format per un quark fons i la seva antipartícula. El descobriment del mesó el va realitzar l'experiment E288, un grup de físics liderat per Leon Max Lederman, al Fermilab l'any 1977. Fou la primera partícula descoberta que contenia un quark fons, perquè es la mes lleugera amb un canal de decaïment simple. (La partícula més lleugera de la família del bottomonium és el mesó eta fons, però les seves propietats fan que tingui una desintegració en 2 gluons, molt difícil d'observar experimentalment). Té una vida mitjana d'1,21×10−20 s i una massa aproximada de 9,46 GeV/c2.